# Грин Левел (Северна Каролина)
Грин Левел (енгл. Green Level) град је у америчкој савезној држави Северна Каролина.

## Демографија
По попису из 2010. године број становника је 2.100, што је 58 (2,8%) становника више него 2000. године.
| Група             | 2000.         | 2010.         |
| Белци             | 233 (11,4%)   | 280 (13,3%)   |
| Афроамериканци    | 1.499 (73,4%) | 1.154 (55,0%) |
| Азијати           | 13 (0,6%)     | 1 (0,0%)      |
| Хиспаноамериканци | 275 (13,5%)   | 650 (31,0%)   |
| Укупно            | 2.042         | 2.100         |